# Top Current Album Sales
Top Current Album Sales або Top Current Albums — тижневий американський хіт-парад нових музичних альбомів, що публікується в часописі «Білборд» починаючи з 2009 року.
Історія створення чарту Top Current Albums пов'язана зі змінами в головному альбомному чарті США. До 1991 року в хіт-параді Billboard 200 можна було побачити всі альбоми, що знаходились у продажу. 25 червня 1991 року з нього було вилучено альбоми, що вийшли понад 18 місяців тому, не входили до сотні найпопулярніших релізів, та не мали в ротації на радіо активних синглів. Для них було створено окремий чарт Top Pop Catalog Albums. У 2003 році Billboard вирішили об'єднати ці два рейтинги, створивши новий хіт-парад Comprehensive Albums, який містив як нові, так і «каталожні» альбоми. Таким чином, на той момент існувало три головних хіт-паради альбомів, що об'єднували різні жанри: Billboard 200 (тільки нові альбоми), Catalog Albums (тільки старі альбоми) та Comprehensive Albums (старі та нові альбоми).
У 2009 році було вирішено, що основний альбомний чарт США має містити старі та нові альбоми. Через це у номері Billboard від 5 грудня 2009 року назву чарту Comprehensive Albums змінили на Billboard 200, тобто перший, фактично, припинив самостійне існування. Своєю чергою, той список нових альбомів, який раніше називався Billboard 200, став новим додатковим чартом, отримавши назву Top Current Albums.
Впродовж п'яти років Top Current Albums, Catalog Albums та Billboard 200 використовували однакову методологію підрахунку популярності альбомів, засновану лише на кількості продажів. В грудні 2014 року Billboard 200 перейшов на більш розвинуту систему оцінки альбомів, що враховувала показники прослуховування пісень онлайн та продажу цифрових версій пісень. Стара ж система підрахунку продажів перейшла до нового чарту Top Album Sales. Вона залишилась і в чарті Top Current Albums, який пізніше було перейменовано на Top Current Album Sales. 